# Франсуа Жоффре
Франсуа Жоффре (фр. François Jauffret; нар. 9 лютого 1942) — колишній французький тенісист.
Найвищу одиночну позицію світового рейтингу — 20 місце досяг 6 листопада 1974, парну — 33 місце — 23 серпня 1977 року.
Здобув 2 одиночні та 7 парних титулів.
Найвищим досягненням на турнірах Великого шолома були півфінали в одиночному розряді.
Завершив кар'єру 1980 року.

## Фінали за кар'єру

### Одиночний розряд (2–3)
| Результат | W/L | Дата     | Турнір                    | Покриття | Суперник          | Рахунок            |
| --------- | --- | -------- | ------------------------- | -------- | ----------------- | ------------------ |
| Перемога  | 1–0 | Лис 1969 | Буенос-Айрес, Аргентина   | Ґрунт    | Желько Франулович | 3–6, 6–2, 6–4, 6–3 |
| Поразка   | 1–1 | Тра 1971 | Париж, Франція            | Ґрунт    | Стен Сміт         | 2–6, 4–6, 5–7      |
| Поразка   | 1–2 | Тра 1974 | Мюнхен, Західна Німеччина | Ґрунт    | Юрген Фассбендер  | 2–6, 7–5, 1–6, 4–6 |
| Поразка   | 1–3 | Бер 1975 | Каїр, Єгипет              | Ґрунт    | Мануель Орантес   | 0–6, 6–4, 1–6, 3–6 |
| Перемога  | 2–4 | Бер 1977 | Каїр, Єгипет              | Ґрунт    | Франк Гіберт      | 6–3, 7–5, 6–3      |

### Парний розряд (8–6)
| Результат | W/L | Дата     | Турнір                  | Покриття   | Партнер         | Суперники                           | Рахунок            |
| --------- | --- | -------- | ----------------------- | ---------- | --------------- | ----------------------------------- | ------------------ |
| Поразка   | 0–1 | Кві 1971 | Ніцца, Франція          | Ґрунт      | П'єрр Бартес    | Іліє Настасе Йон Ціріак             | 3–6, 3–6           |
| Перемога  | 1–1 | Кві 1971 | Катанія, Італія         | Ґрунт      | П'єрр Бартес    | Ян Кодеш Ян Кукал                   | 7–6, 2–6, 6–3      |
| Поразка   | 1–2 | Тра 1971 | Париж, Франція          | Ґрунт      | П'єрр Бартес    | Том Гормен Стен Сміт                | 6–3. 5–7, 2–6      |
| Перемога  | 2–2 | Лис 1972 | Париж, Франція          | Тверде (i) | П'єрр Бартес    | Андрес Хімено Хуан Хісберт стар.    | 6–3, 6–2           |
| Поразка   | 2–3 | Сер 1974 | Bretton Woods, США      | Ґрунт      | Жорж Говен      | Джефф Боров'як Род Лейвер           | 3–6, 2–6           |
| Перемога  | 3–3 | Лис 1974 | Париж, Франція          | Тверде (i) | Патріс Домінгес | Браян Готтфрід Рауль Рамірес        | 7–5, 6–4           |
| Перемога  | 4–3 | Чер 1975 | Дюссельдорф, Німеччина  | Ґрунт      | Ян Кодеш        | Гаральд Ельшенбройх Ганс Кері       | 6–2, 6–3           |
| Поразка   | 4–4 | Лип 1975 | Кіцбюель, Австрія       | Ґрунт      | Патріс Домінгес | Паоло Бертолуччі Адріано Панатта    | 2–6, 2–6, 6–7      |
| Перемога  | 5–4 | Кві 1976 | Ніцца, Франція          | Ґрунт      | Патріс Домінгес | Войцех Фібак Карл Майлер            | 6–4, 3–6, 6–3      |
| Перемога  | 6–4 | Кві 1977 | Monte Carlo WCT, Монако | Ґрунт      | Ян Кодеш        | Войцех Фібак Том Оккер              | 2–6, 6–3, 6–2      |
| Перемога  | 7–4 | Кві 1977 | Мурсія, Іспанія         | Ґрунт      | Патріс Домінгес | Патрісіо Корнехо Ганс Гільдемайстер | 7–5, 6–2           |
| Поразка   | 7–5 | Лип 1977 | Бостад, Швеція          | Ґрунт      | Жан-Луї Ейє     | Марк Едмондсон Джон Маркс           | 4–6, 0–6           |
| Поразка   | 7–6 | Лип 1977 | Гілверсум, Нідерланди   | Ґрунт      | Жан-Луї Ейє     | Хосе Їгерас Антоніо Муньйос         | 1–6, 4–6, 6–2, 1–6 |
| Перемога  | 8–6 | Кві 1978 | Ніцца, Франція          | Ґрунт      | Патріс Домінгес | Ян Кодеш Томаш Шмід                 | 6–4, 6–0           |